# Itata tipuloides
Itata tipuloides là một loài nhện trong họ Salticidae.
Loài này thuộc chi Itata. Itata tipuloides được Eugène Simon miêu tả năm 1901.